# Pais Arena Jerusalem
Jerusalem Arena (hebr. ‏הארנה ירושלים‎, HaArena Jeruszalajim), w celach sponsorskich przemianowana na Pais Arena Jerusalem (hebr. ‏פיס ארנה ירושלים‎, HaPais Arena Jeruszalajim) – wielofunkcyjna arena sportowa, zbudowana w Jerozolimie przez radę miasta i narodową loterię Mifal HaPais. Arena została otwarta we wrześniu 2014 w dzielnicy sportowej w Jerozolimie, w południowo-zachodniej dzielnicy Malha, niedaleko stadionu Teddy. Arena może pomieścić 11.000 osób podczas meczów koszykówki.

## Arena

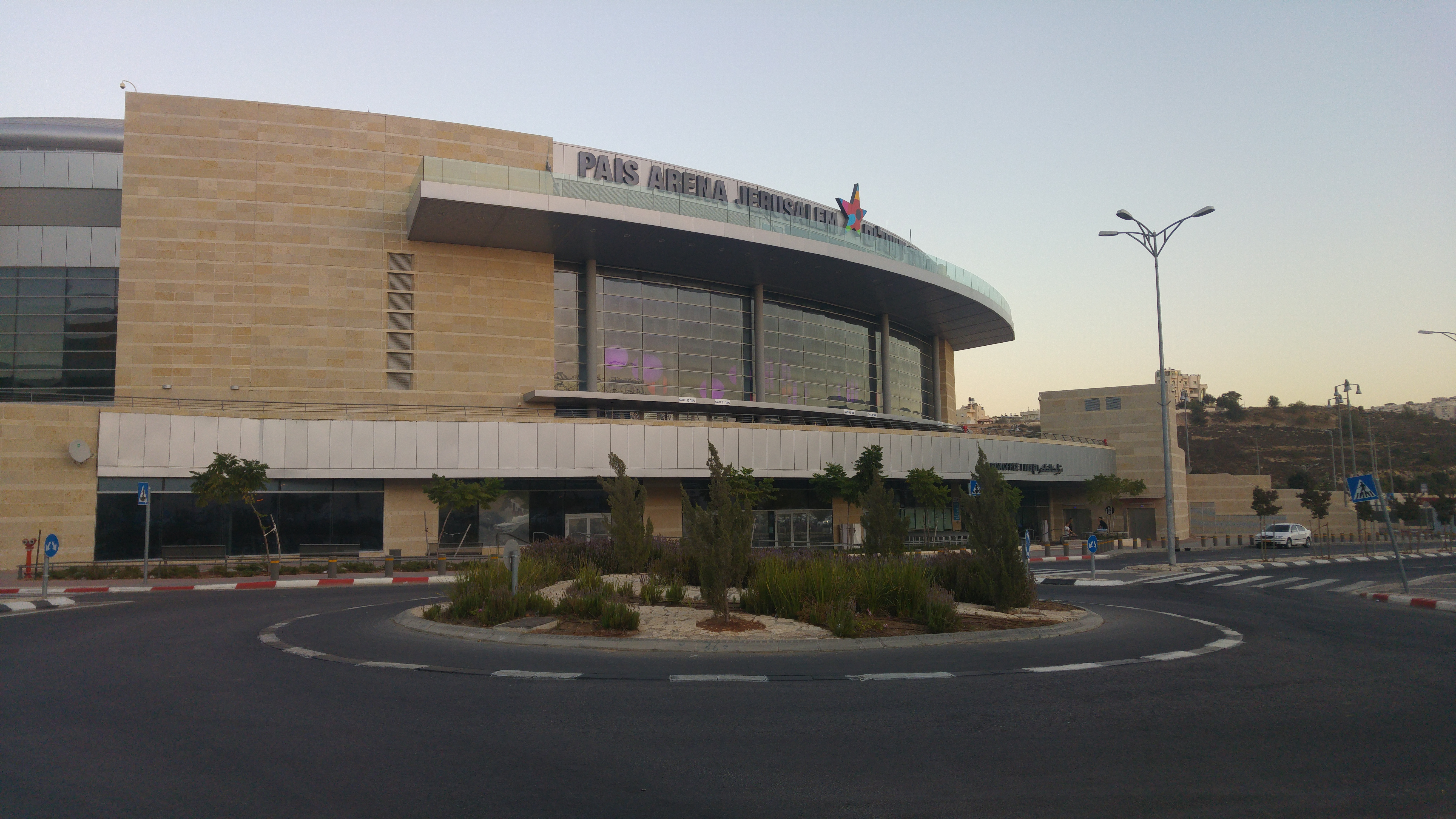
Jerusalem Arena, październik 2016

Wnętrze hali obejmuje powierzchnię 40 000 metrów kwadratowych. Jest w stanie gościć profesjonalne zawody sportowe, światowej klasy koncerty, międzynarodowe konferencje i wydarzenia kulturalne. Arena zawiera również centrum medyczne, sale klubowe, biura i dwie dodatkowe hale. Cały kompleks obejmuje powierzchnię 47 370 metrów kwadratowych.
Hala jest częścią obiektu Jerusalem Sport Quarter, który obejmuje również stadion, kryty basen olimpijski, korty tenisowe i lodowisko. Jest to również obiekt wielofunkcyjny, w którym znajdują się hotele i rezydencje dla sportowców z 240 pokojami, które są w stanie zapewnić zaplecze do organizacji wystaw, wydarzeń kulturalnych i biznesowych. Pod halą istnieje również podziemny parking na 1700 samochodów oraz centrum handlowe.

## Historia
W 2004 burmistrz Jerozolimy Ehud Olmert ogłosił, że w ciągu roku w mieście powstanie nowa hala do koszykówki. W grudniu 2005 roku wmurowano kamień węgielny. W lipcu 2009 ratusz ogłosił przetargi na budowę infrastruktury hali.

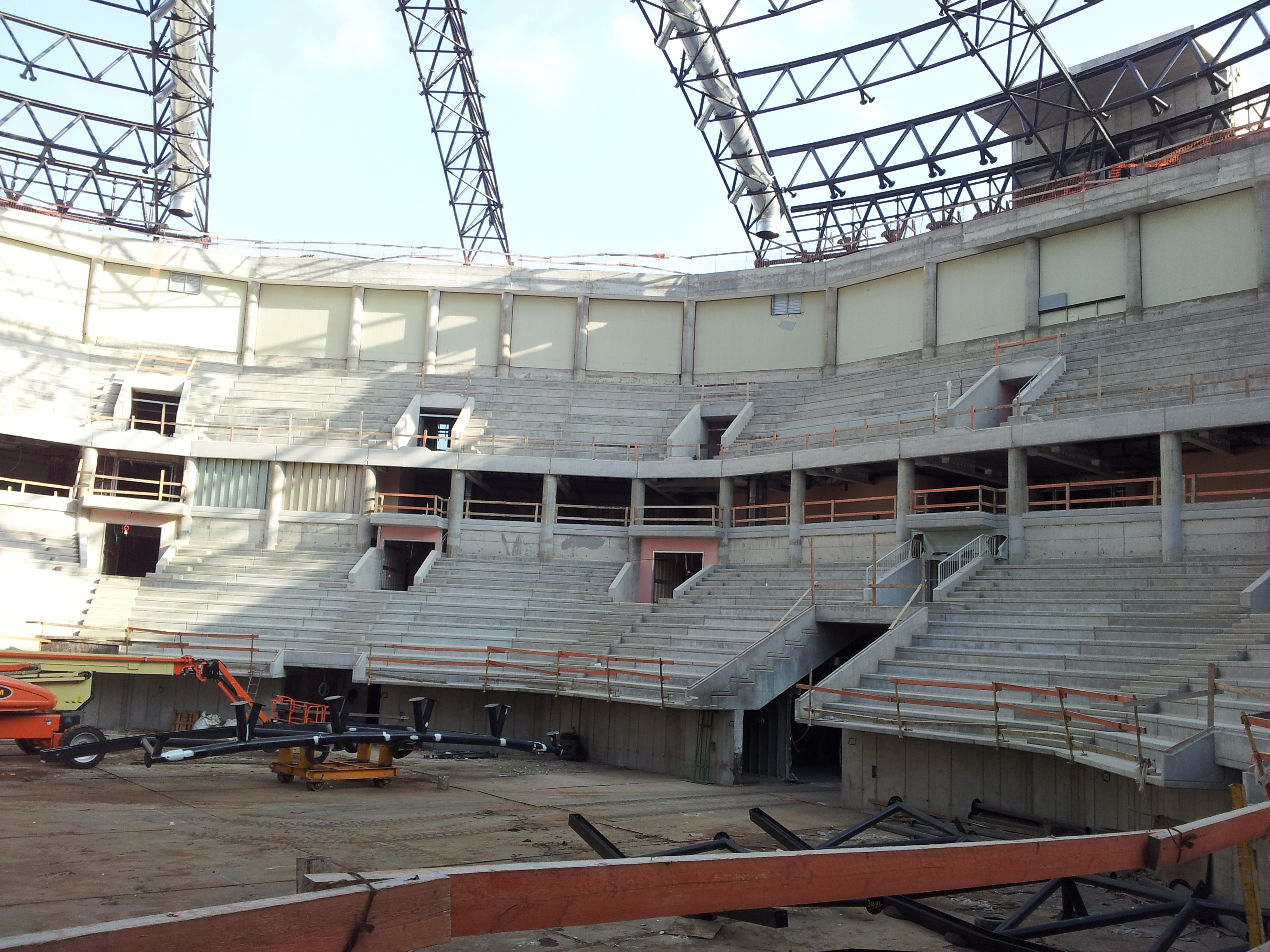
Środek hali podczas budowy

Projekt budowlany miał być pierwotnie ukończony pod koniec 2014 roku i pierwotnie szacowano na 240 milionów NIS, z czego 187 milionów NIS miało zostać pokryte przez sponsora Mifal HaPais, 20 milionów NIS z dotacji izraelskiej Narodowej Rady Zakładów Sportowych, a 33 miliony NIS od rady gminnej Jerozolimy. Ostateczny koszt projektu wyniósł ponad 400 milionów NIS.
Po ukończeniu arena stała się nową halą domową izraelskiego klubu Hapoel Jerusalem B.C., który przeniósł się do niej z mniejszej Malha Arena. Hala została oficjalnie otwarta 11 września 2014 roku.

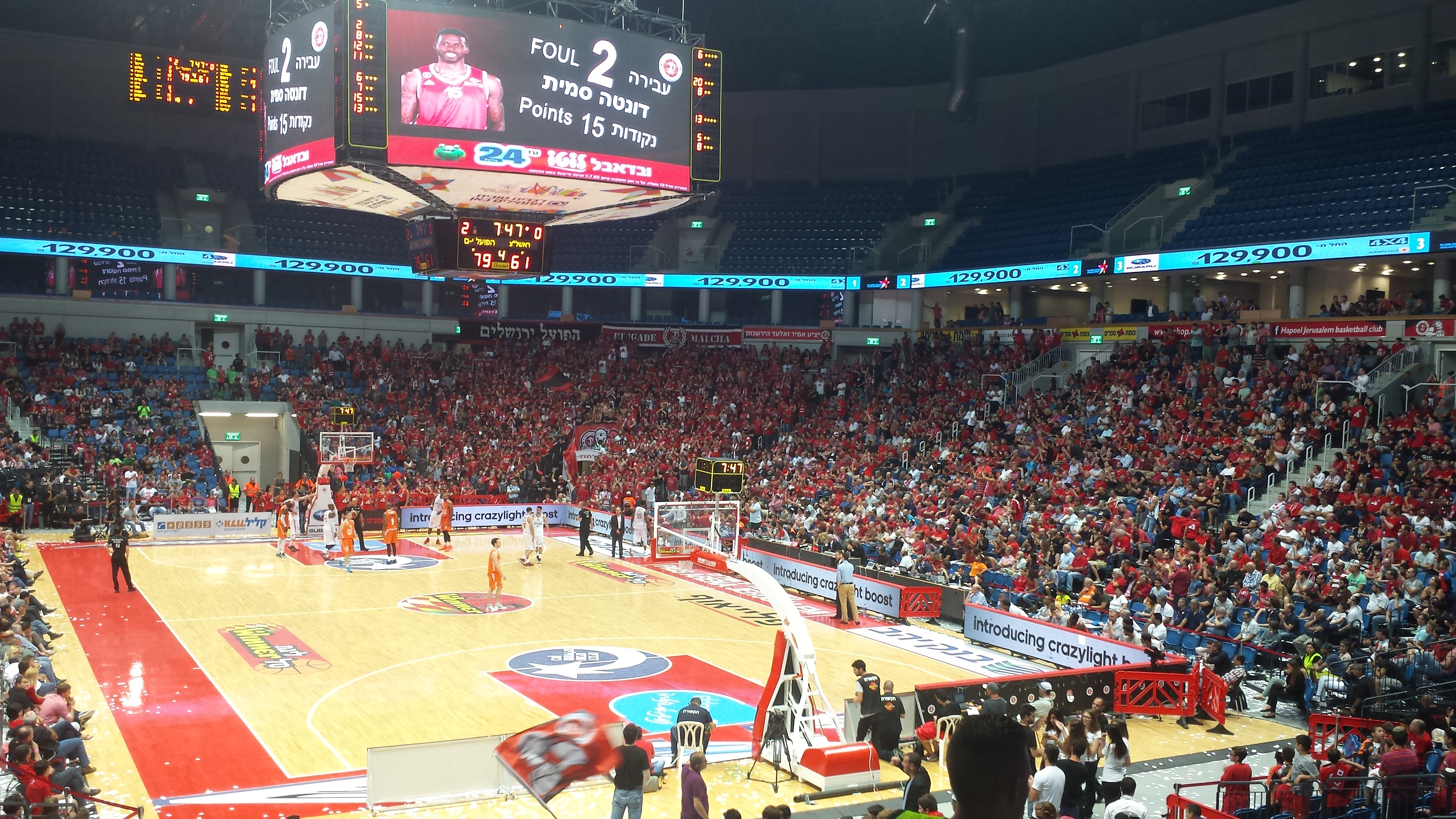
Jerusalem Arena, 2015